# 国民院議員選挙法 (フランクフルト憲法)
国民院議員選挙法（こくみんいんぎいんせんきょほう、ドイツ語: Gesetz, betreffend die Wahlen der Abgeordneten zum Volkshause）は、ドイツにおいてフランクフルト国民議会が制定した国民院議員の選挙に関する法律である。

## 概要
本法は、1849年3月28日のフランクフルト憲法を具体化したものであり、選挙権及び被選挙権の要件及び選挙の方法について規定されている。大略を示せば、当時、世界でも珍しかった男性の普通選挙、平等選挙、直接選挙を規定したものである。本法のモデルとなったものは、1848年3月及び4月の連邦選挙法であり、フランクフルト国民議会の議員の選挙は、連邦選挙法に従って実施されていた。
1849年5月4日のフランクフルト国民議会の決議によれば、ライヒ議会の国民院（下院）は、同年7月15日に選挙が実施されることとなっていた。しかしながら、同年4月28日、プロイセン王フリードリヒ・ヴィルヘルム4世がフランクフルト憲法に基づくドイツ皇帝の帝冠を拒絶したため、プロイセン及び他のドイツ諸邦は、公然と、フランクフルト国民議会に対する対抗の動きを見せるようになった。そのため、各邦は、フランクフルト国民議会に派遣されていた自邦の議員に対し、フランクフルト国民議会から距離を置くように違法に命じた。
しかしながら、フランクフルト憲法に基づくライヒ選挙法は、依然として有効であった。プロイセンの首相オットー・フォン・ビスマルクは、全ドイツ的であり、かつ、反オーストリア的である政策をもって、ドイツの民族運動を獲得するために、本法を利用したのであった。1866年6月10日、ビスマルクは、ドイツ同盟の同盟議会に本法を正式に提出し、普墺戦争の後に、北ドイツ連邦の憲法議会選挙（ライヒ議会選挙 (1867年2月)）及び第1回ライヒ議会選挙（ライヒ議会選挙 (1867年8月)）のモデルとされた。このライヒ議会は、1869年に同様の独自の連邦選挙法を制定し、1871年のドイツ帝国の帝国議会選挙（帝国議会選挙 (1871年)）において適用された。

## 制定

### 諸論
フランクフルト国民議会は、暫定的な憲法秩序に従って、ライヒ法を制定する権限があるものと考えた。そのライヒ法の中には、選挙法も含まれていた。憲法委員会においては、フリードリヒ・クリストフ・ダールマンのような右派の自由主義者が多数を占めていた。彼らは、25歳以上の清廉な（unbescholten）「独立」の（selbständig）ドイツ人のみに選挙権を付与しようとしていた。「独立でない者」というのは、使用人、日雇い労働者、工業補助者（居住地において市民権を有する場合を除く）及び公的資金による貧困救済を受けている者であった。選挙に立候補する権利については、最低年齢が30歳であった。
これによって、プロイセンにおいて実現されていたように、1848年の普通選挙権が大きく制限されることとなった。ライヒ選挙法が最終的に制定されるのはその後であったため、各邦は、依然として詳細な事項を決定しており、最初のライヒ議会は、それぞれ異なる規則に基づいて構成されていた可能性がある。また、選挙権の取得方法についても、各邦において、異なる規則が設けられていた。

### 憲法委員会

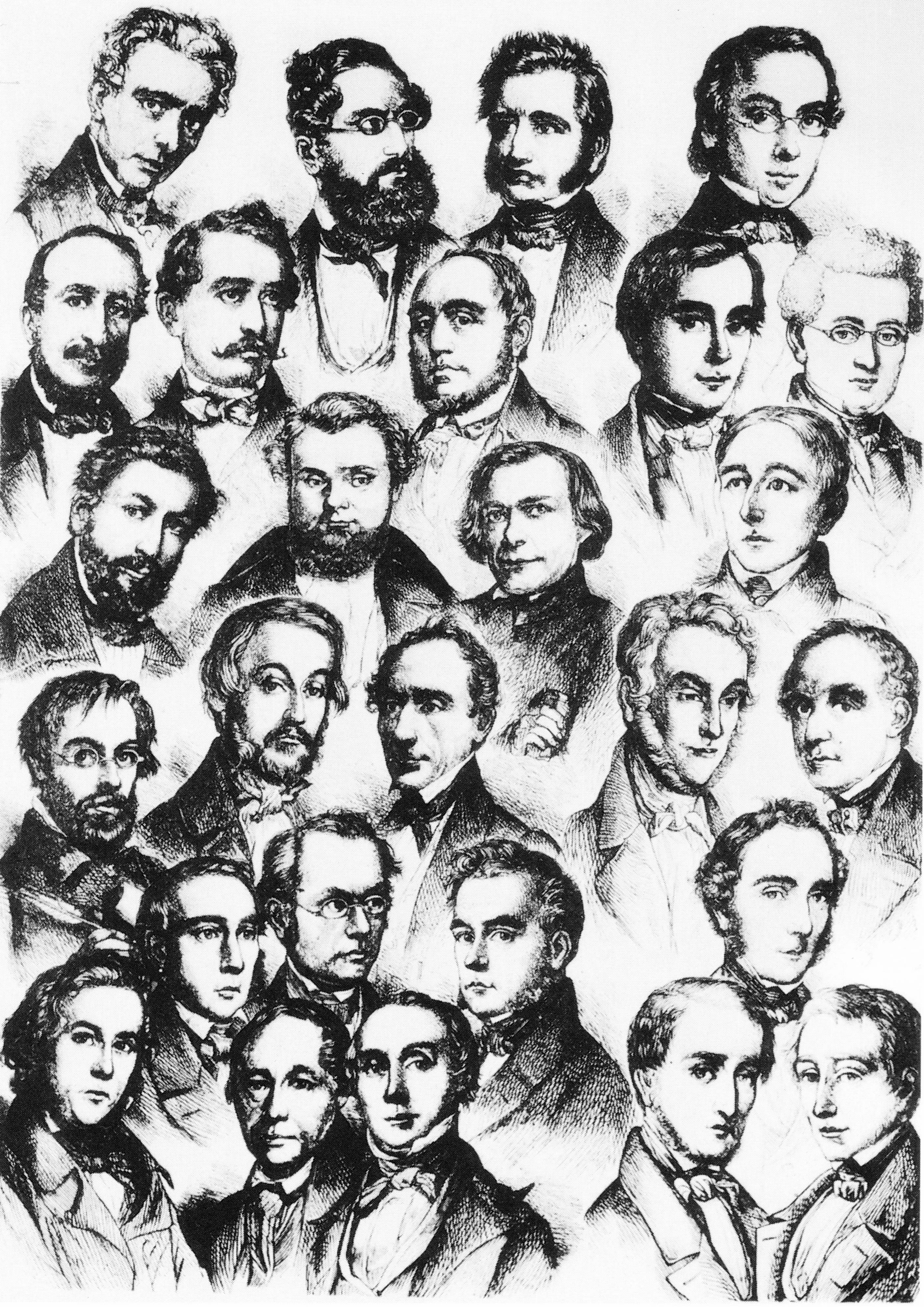
憲法委員会の委員

1848年10月25日、憲法委員会は、選挙に関する規定を憲法から排除し、その全てを選挙法において規定することを決定した。1849年初頭、憲法委員会は、選挙法制定のために設置された小委員会の報告書について審議した。「独立でない者」については、さらに厳格に定義され、被後見人、被保護者、使用人、家庭内労働者、日給・週給・月給の労働者、選挙前の最後の年に貧困救済を受けていた者、所得税を支払う必要のない者であった。このような税金がない場合には、有権者は、少なくとも年間300グルテン以上の収入がなければならなかった。また、現役の一般兵も投票することができなかった。投票は、直接投票であったが、口頭で自らの票を記録することによって投票が行われた。最初の投票では、相対多数がカウントされ、それが唯一の投票とされていた。
左派の自由主義者フランツ・ヤーコプ・ヴィガルドは、憲法委員会において、すでに不満を示していた。このような三月前期（vormärz）の選挙法は、第四身分全体を排除することとなる。その結果、いくつかの妥協案が提出され、例えば、「独立でない者」であっても、土地の所有や貯蓄を証明することができれば投票を可能とするものであった。長い会議の末に、憲法委員会は、最終的に、使用人や工場労働者などを排除した選挙法草案を僅差で可決した。最低納税額を条件とする規定（Zensusbestimmung）は削除され、被選挙権が25歳に引き下げられたが、公開投票は維持された。候補者は、絶対過半数の得票を必要とすることとなり、必要があれば、3回目の投票において決選投票が実施されることとなった。プロイセン統計局の局長によれば、これらの要件によって、プロイセン人の68.92パーセントが投票に参加することができないこととなるとされている。
歴史家のマンフレート・ボッツェンハートは、当時の左派による批判に同意し、「そのような草案を提出して擁護することは、不人気をもたらすものであったが、そのことについては、大きな勇気が必要であった」と述べている。ダールマンは、選挙権が基本権ではなく、「全体の最良」を決定するものであると主張していた。大衆は、デマゴーグ、すなわち民衆を誘惑する者の、言いなりになってしまうというものである。一方で、左派の自由主義者は、このような考え方が「臣下に耳を傾けることの制限」（Beschränkter Untertanenverstand）であり、絶対主義的な考え方であると考えたが、他方で、数的に優位な下層階級の票を完全に信用することは望んでいなかった。ダールマン自身のカジノ派においてすら、このような選挙法案への支持は弱いものであった。議員は、政治的権利を再び奪われることとなる有権者に対して、共同で訓令を負っていることを理解していた。彼らのジレンマは、有産階級の優位性を保障しつつ、「三月の成果」（Märzerrungenschaften）を撤廃してしまうものでもないというものであった。
左派は、清廉でない（bescholten）者にも普遍的で平等な選挙権を求めていた。貧困救済の受給者と無能力者のみが除外され、破産者は、訴訟係属中のみ除外されることとなっていた。左派のカール・フォークトによれば、右派の自由主義者であるカジノ派は、多数派に関心があるのではなく、「少数派の抽出」に関心があったとされる。公務員などの上流階級も隷属的であり、貧乏な名工は、工場で働く高給取りの熟練工と同じように「独立」ではないとされた。ドイツ体操の父フリードリヒ・ルートヴィヒ・ヤーンは、国家の真の強さは下層階級から生まれるとして憤慨していた。

### 本会議

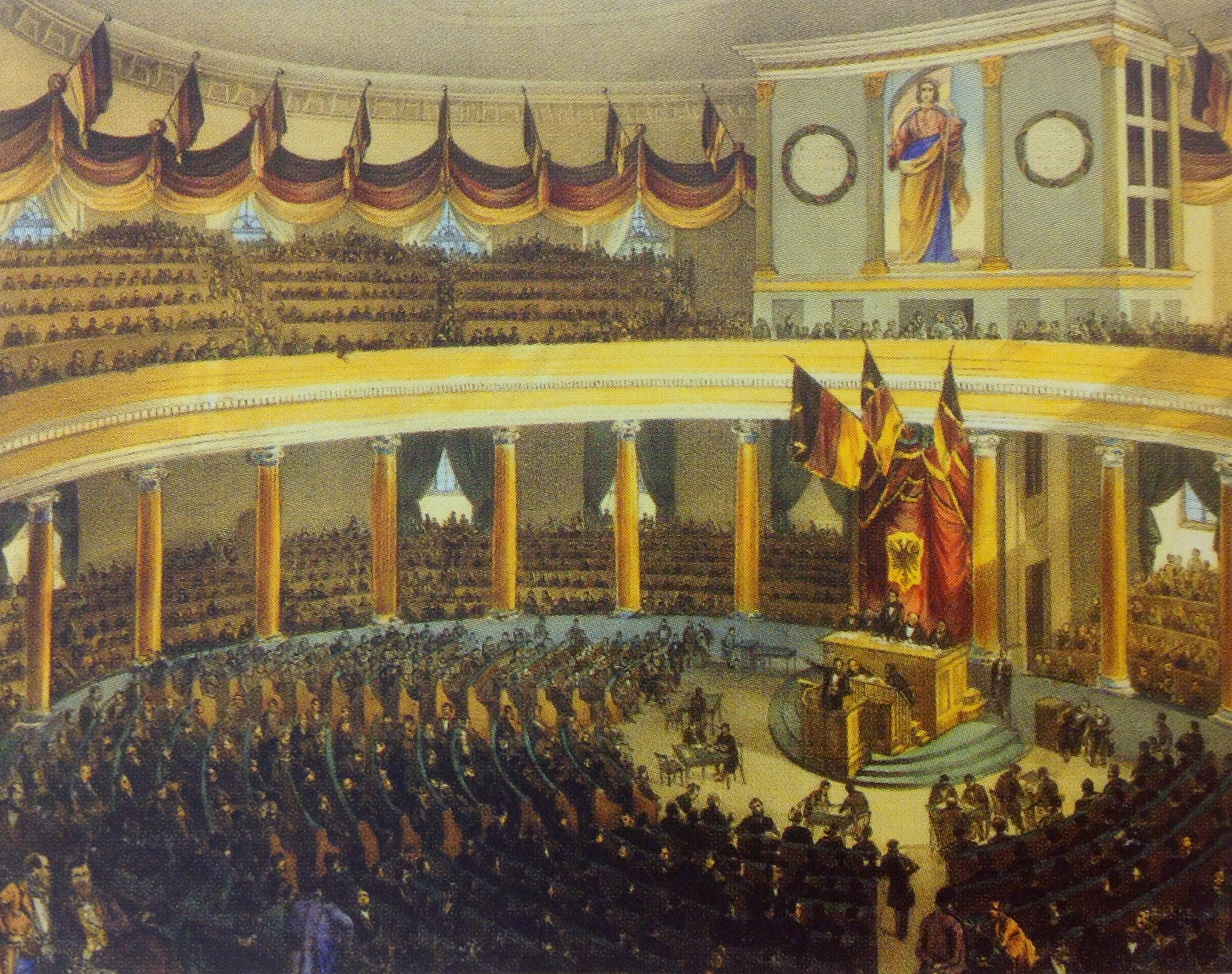
パウロ教会におけるフランクフルト国民議会

本法案は、1849年2月8日にフランクフルト国民議会の本会議に提出され、同年2月20日に採決が行われ、その結果、21名が賛成し、422名が反対した。ボッツェンハートによれば、これは、「フランクフルト国民議会の歴史の中で委員会の法案が経験した最も壮大な敗北」であるとされる。フランクフルト国民議会は、普遍的で平等な選挙権を志向していた。口頭投票の制度は、249票対218票で否決され、直接投票の制度は、264票対202票で可決された。しかしながら、これらは、2月28日に終了した第一読会での予備的な判断にすぎなかった。
左派と右派の分裂は、2月中旬に浮上した大ドイツ主義と小ドイツ主義の問題に重なり、新たな会派がすでに部分的に出現していた。左派のハインリヒ・シモンと、中道右派のハインリヒ・フォン・ガーゲルンは、3月末に協定（シモン＝ガーゲルン協定）を締結し、Weidenbuschが民主的な選挙法を、左派がプロイセン王の世襲の帝位をそれぞれ支持することとなった。
一方、右派の議員の中には、プロイセン王がフランクフルト憲法を受け入れることをより一層不可能とするために、民主的な選挙法に賛成する者が存在した。1849年3月27日、フランクフルト国民議会は、点呼することなく、しかしながら「多数」で、選挙法を一括採択した。フランクフルト国民議会は、選挙法がフランクフルト憲法の重要な一部であるとみなしていた。
最終的には、摂政ヨハン・バプティスト・フォン・エスターライヒ（ヨハン大公）が本法に署名するか否かすら不確実であった。ライヒ法において定められていたとはいえ、ヨハン大公は、自らの立場とフランクフルト憲法とに不満を抱いており、署名を拒否しようとしていた。しかしながら、オーストリアの閣僚会議議長ヨハン・ベルンハルト・フォン・レヒベルクとアントン・フォン・シュマーリングは署名に反対しなかったため、ヨハン大公は、選挙法に署名し、ライヒ司法省のローベルト・フォン・モールに対して、これには憲法の前例がないことを説明した。しかしながら、いずれにせよ、本法は、フランクフルト国民議会が自らの責任で公布し、施行したものであった。

## 内容
本法は、全てのドイツ人のうち、次の要件に該当するものを選挙権の要件とした。
- 25歳以上であること（1条）
- 「清廉」（unbescholten）であること（1条）。すなわち、ある邦の法令のもとで、市民権の完全な共有を失っていない者（3条）
- 後見（Vormundschaft oder Kuratel）を受けていないこと
- 少なくとも選挙の1年前に貧困救済の給付を受けていないこと
- 票の買収、票の売買、多重投票、選挙への不当な干渉等の理由によって有罪判決を受けていないこと（4条）

被選挙権の要件は、次のとおりである。
- 選挙権を有すること
- 25歳以上であること（5条）
- 3年以上ドイツの国民であること

各邦の選挙区は、各自10万人の人口を有するものとされた。1つの邦において5万人の剰余がある場合は、別の選挙区が形成されることとなっていた。小邦においても、少なくとも5万人の人口があれば、独自の選挙区を形成した。さらに小さな邦においては、他の邦と合併して選挙区を形成しなければならなかった。選挙区は、さらに小さな地区に分割されることとなっていた（7条ないし10条）。有権者は、居住地において投票し、兵士は、その所在地において投票した（11条）。
選挙は、直接選挙とされ、公開された。秘密投票は、明示的に規定されていないが、文言上は、「署名のない投票用紙によって直接行使される」（13条、14条）と規定されていた。候補者の当選については、絶対得票数を得た候補者が選出されることとなっていた。過半数が得られない場合には、2回目又は3回目の投票が実施された。2回目の投票で最も多くの票を得た2名のみが3回目の投票に参加した。両者の得票数が同数の場合は、最終的に、くじによって決定された（14条）。
唯一の附属書Aにおいては、いくつかの小邦が大邦と合併して選挙区を形成する旨が規定されていた（9条）。
- リヒテンシュタインとオーストリア
- ヘッセン＝ホンブルクとバイエルン王国のプファルツ州
- ホーエンツォレルン＝ヘヒンゲン（ドイツ語版）とホーエンツォレルン＝ジグマリンゲン（ドイツ語版）
- ロイス＝グライツ侯国とロイス＝ゲーラ侯国
- アンハルト＝ケーテンとアンハルト＝ベルンブルク
- ザクセン＝ラウエンブルクとシュレースヴィヒ＝ホルシュタイン
- ビルケンフェルト侯領（ドイツ語版）（オルデンブルク）とプロイセンのライン州
- ピルモントとプロイセン

## エアフルト連合
本法制定からわずか2か月後の1849年5月26日、プロイセン、ザクセン王国及びハノーファー王国は、三王同盟において自らの国家の創設に合意した。これは、後にエアフルト連合として知られることとなった。エアフルト憲法とエアフルト連合議会の国民院議員選挙法は、いずれもフランクフルト憲法及び本法をモデルとして一部そのまま模倣したものであった。しかしながら、君主の選好に沿って、特に選挙法については、大きく修正が加えられた。
例えば、エアフルト連合議会の国民院議員選挙法は、有権者の範囲を「独立」の者に限定していた。直接税を納め、居住地において市民権を有する者がこれに該当することとされた。そして、プロイセンのモデルに基づき、有権者を3つの階級に区分し（三級選挙法）、各階級が選挙人を選出した。したがって、エアフルト連合議会の国民院議員選挙法は、個別的、不平等、間接的な選挙であった。本法とは対象的に、エアフルト連合議会においては、1849年から1850年にかけて、実際に国民院議員の選挙が実施された。しかしながら、プロイセンは、新国家の設立を遅らせることとなり、1850年末の秋の危機によって新国家の設立を放棄することとなった。

## 北ドイツ連邦への適用

北ドイツ連邦（1866年〜1871年）

1866年6月10日、プロイセンの首相オットー・フォン・ビスマルクは、ドイツ同盟の改革を要求し、国民議会の設置を決定した（プロイセンによるドイツ同盟改正案）。この改革において、ビスマルクは、国民運動と自由主義運動とを取り込もうとしたのであった。本法に規定されている普通選挙と平等選挙は、1850年代の時点においては、ドイツ同盟によって革命的なものであるとみられていた。この改革案に基づいて、プロイセンは、同盟国とともに普墺戦争に参戦した。
北ドイツ連邦は、同盟国の政府、各邦のラント議会及び国民議会の合意によって成立した。そのため、北ドイツ連邦のライヒ議会は、各邦の法律に基づいて選出されており、そのモデルは、1849年に制定された本法であった。これは、プロイセンと他の北ドイツ諸邦によって、1866年8月18日の八月同盟規約によって規定された。その第5条においては、「1849年4月12年のライヒ選挙法」、すなわち本法が明示されている。
これに対応する法案は、プロイセン議会において大きな抵抗に遭った。左派の自由主義者は、北ドイツに新たな議会を設ける必要はなく、他の邦は単にプロイセン議会の代表を選出し、その代表が連邦の案件について投票すればよいと主張した。右派の自由主義者、保守派及びカトリックは、選挙の平等を問題視していた。また、双方ともに、新たな連邦憲法は、国民議会によってではなく、各邦議会において合意されることを望んでいた。エルンスト・ルドルフ・フーバーによれば、そこにはすでに、政党が連邦制度を利用して、各邦を経由することによって、権力の座に就こうとする連邦政党国家（Parteienbundesstaats）の萌芽が見て取れるとされる。逆説的なことに、単一の国家を提唱していたのは、自由主義者と民主主義者であった。
プロイセン衆議院は、選挙法の第1条を大多数の賛成によって変更し、ライヒ議会においては、もはや憲法について審議・合意するのではなく、助言にとどめるべきであるとした。プロイセン貴族院は、普通選挙、平等選挙、直接選挙について反対しながらも、このような選挙法に同意した。プロイセン王は、1866年10月15日に、北ドイツ連邦ラント議会の選挙法を制定した。これによって、他の北ドイツ諸邦との同盟（八月同盟）に反することとなり、これらの諸邦は、各自、対応する選挙法又は命令を制定することとなった。

## プロイセンのライヒ選挙法との比較
プロイセンのライヒ選挙法は、そのモデルとなった本法とはほとんど同一である。ただし、冒頭（1条）において、選挙の目的が、「北ドイツ連邦の憲法と組織について助言する」ライヒ議会の選挙である旨を書き加えている。最後に、フランクフルト憲法に規定されているはずのライヒ議会に関する規定が追加されている。すなわち、ライヒ議会は、その議員の加入を決定し、議員規則を自ら制定することができる旨の規定（16条、フランクフルト憲法112条及び116条）と、ライヒ議会議員の免責に関する規定（17条、フランクフルト憲法120条）である。
プロイセンのライヒ選挙法は、「ドイツ人」（本法1条）を「連邦に加わるドイツの邦の市民」（2条）と規定している。また、プロイセンのライヒ選挙法では、選挙区を分割する「各邦の政府」（本法17条）は、プロイセンの「邦政府」（15条）と規定された。投票に関しては、大幅な変更があり、「署名のない投票用紙」（本法13条）は、1866年に「投票箱に入れるための隠された投票用紙」（11条）とされ、さらに、1866年の法律では、可能な投票の数が3つ（14条）から2つ（12条）に減少した。